# Имсиль
Имси́ль (кор. 임실군?, 任實郡?, Imsil-gun) — уезд в провинции Чолла-Пукто, Южная Корея.

## Города-побратимы
Имсиль является городом-побратимом следующих городов:
- Кансогу, Сеул, Республика Корея
- Ынпхёнгу, Сеул, Республика Корея
- Пусанджингу, Пусан, Республика Корея